# Anatoli Piskulin
Anatoli Piskulin (Unión Soviética, 1 de diciembre de 1952) es un atleta soviético retirado especializado en la prueba de triple salto, en la que consiguió ser medallsita de bronce europeo en 1978.

## Carrera deportiva
En el Campeonato Europeo de Atletismo de 1978 ganó la medalla de bronce en el triple salto, con un salto de 16.87 metros, siendo superado por el yugoslavo Miloš Srejović (oro con 16.94 m) y el también soviético Viktor Saneyev (plata con 16.93 m).